# Adrian Kordoński
Adrian Kordoński (ur. 13 kwietnia 1999) – polski lekkoatleta specjalizujący się w skoku wzwyż.
Rekord życiowy: stadion – 2,13 m (20 września 2020, Słupsk); hala – 2,12 m (3 lutego 2019, Spała).